# Фокбек
Фокбек (нім. Fockbek) — громада в Німеччині, розташована в землі Шлезвіг-Гольштейн. Входить до складу району Рендсбург-Екернферде. Центр об'єднання громад Фокбек.
Площа — 26,65 км2. Населення становить 6440 ос. (станом на 31 грудня 2020).